# Ligne de tramway D (SNCV Groupe de Courtrai)
La ligne D est une ancienne ligne de tramway du réseau de Courtrai de la Société nationale des chemins de fer vicinaux (SNCV) qui a fonctionné entre le 27 mars 1933 et le 10 septembre 1957.

## Histoire
La ligne est mise en service en traction électrique le 27 mars 1933 entre la gare de Courtrai (Station-État) et Deerlijk Place en électrifiant les voies de la ligne 371 Courtrai Station-État - Berchem Station-État puis le 19 août 1933 elle est prolongée de la place au nouveau terminus de Deerlijk Station où il donne correspondance à la ligne 371 . C'est probablement à l'occasion de l'électrification que la voie à Deerlijk à l'origine posée côté nord de la chaussée entre la sortie du site propre à l'ouest et le nouveau terminus est reportée au centre de celle-ci avec la création d'un évitement à l'arrêt Place,,,,.
La ligne est supprimée le 10 septembre 1957 et remplacée par une ligne d'autobus sous l'indice 5 , la section Courtrai Grand-Place - Deerlijk Station est fermée à tout-trafic à cette date ou le 14 octobre 1957,.

## Infrastructure

### Dépôts et stations
Autres dépôts utilisés par la ligne situés sur le reste du réseau ou des lignes connexes : Courtrai.

## Exploitation

### Horaires
Tableaux :
- 371 en 1934, numéro partagé avec la ligne 371/1[8].
- 553 en 1950[9].